# Džehuti
Sekhemre Sementavi Džehuti ali krajše Džehuti je bil verjetno drugi faraon  tebanske  Šestnajste dinastije, ki je v drugem vmesnem obdobju vladala v delu Gornjega Egipta. Lahko bi bil tudi faraon pozne Trinajste dinastije ali četrti faraon Sedemnajste dinastije. Džehutiju se v prvem vnosu 11. kolone Torinskega seznama kraljev pripisujejo tri leta vladanja. Po mnenju egiptologov Kima Ryholta in  Darrella Bakerja ga je nasledil Sobekhotep VIII.

## Kronološki položaj
Džehutijeva dinastija je še vedno predmet razprav. Torinski seznam kraljev omogoča več razlag. Na njem je namreč več faraonov z imenom Sekhemre[...], druge polovice imen pa zaradi poškodb papirusa manjkajo. Džehuti, imenovan Džehuti Sementavi bi zato lahko načelno bil kateri koli  Sekhemre[...] s Torinskega seznama in zato vladar Trinajste, Šestnajste ali celo Sedemnajste dinastije.
Egiptologa Darrell Baker in Kim Ryholt sta prepričana, da je spadal v Šestnajsto dinastijo, ki je vladala v tebanski regiji po letu 1650 pr. n. št. V študijah Claudea Vandersleyena in Christine Geisen je Džehutijevo vladanje datirano na skrajni konec Trinajste dinastije.  Geisenino datiranje temelji na slogovnih značilnostih krste njegove kraljice, kar ima Stephen Quirke za nedokazano domnevo. Starejša teorija Jürgena von Beckeratha, katere zaključke priznava tudi Hans Stock, nasprotuje trditvi, da je bil Džehuti vladar iz zgodnje Sedemnajste dinastije, ki je prišla na oblast v Gornjem Egiptu po propadu Šestnajste dinastije in kratkotrajni hiški osvojitvi Teb. To teorijo je podpiralo odkritje grobnice Džehutijeve kraljice Mentuhotep v Dra Abu El Nagi, nekropoli, ki se običajno povezuje s Sedemnajsto dinastijo. Znanstveniki, kot je Chris Bennett, v nasprotju s tem poudarjajo, da to ne pomeni, da je bil na nekropoli  Dra Abu El Naga pokopan tudi Džehuti.
Nekateri egiptologi so domnevali, da je bil Džehuti poročen z vnukinjo vezirja Ibiava, ki je bil okoli leta 1712 do 1701 v službi faraona Vahibre Ibiaua  iz Trinajste dinastije in zato verjetno za dve generaciji oddaljen od tega faraona. Kasneje se je izkazalo, da je povezava  med Ibiavom in Džehutijevo soprogo Mentuhotep nedokazana, zato ostaja nedokazana tudi povezava z Džejhutijem.

## Dokazi
Džehuti je dokazan na Torinskem in Karnaškem seznamu kraljev. Vsi Džehutijevi primarni dokazi izvirajo iz 145 km dolgega odseka doline Nila od Deir El Ballasa na severu do Edfuja na jugu, kar se približno ujema z vplivnim območjem faraonov Šestnajste dinastije. Faraonovo ime (nomen) in priimek (prenomen) sta znana s samo enega kamnitega bloka, ki ga je odkril Flinders Petrie v Deir El Ballasu. V Edfuju so odkrili pobarvan blok z Džehutijevo kartušo in njim samim z rdečo krono Spodnjega Egipta, ki je bil daleč onkraj njegove vplivne sfere.  Džehuti je dokazan tudi s predmeti iz grobnice njegove soproge Mentuhotep. Njeno nedotaknjeno grobnico so odkrili leta 1822. Njena (izgubljena) krsta je bila popisana z enim od najstarejših primerkov besedila iz Knjige mrtvih. Na njeni kozmetični skrinji je Džehutijevo ime, priimek, kartuša s spremljajočo pogrebno formulo in napis, da je faraonovo darilo.
V preteklosti se je domnevalo, da je bila nedokončana piramida brez imena v južni Sakari  zgrajena za Džehutija. Domneva je temeljila na fragmentiranem napisu, odkritem v piramidi, ki se bere Veserkha... Dopolnjen  napis bi se lahko bral  Veserkhau, ki je Džehutijevo zlato Horovo ime.